# クラウディオ・ガブリオレ・デ・ローネー
クラウディオ・ガブリオレ・デ・ローネー(イタリア語: Claudio Gabriele de Launay, 1786年10月6日‐1850年2月21日)は、イタリアのイタリア統一運動時代の政治家、軍人、愛国者である。サルデーニャ王国首相を務めた。

## 生涯
クラウディオ・ガブリオレ・デ・ローネーはサルデーニャ王国が領有していたサヴォワ地方のデュアンに生まれた（現在はフランス領）。出生地がフランス語圏とイタリア語圏の中間地点にあったため、結婚した妻カミーユ・アンジェリーク・カーズ・ド・メリー（フランス語: Camille-Angélique de Caze de Méry)もフランス系の貴族であった。
サルデーニャ軍への一時的な入隊を経てオーストリア軍に入隊後、デ・ローネーは第六次対仏大同盟及び第七次対仏大同盟に参加してナポレオン勢力に対抗。ナポレオン体制崩壊後は再びサルデーニャ軍に戻り、1825年に少佐、1831年に大佐、1843年に中将に昇格した。その後、1847年までには王の代理としてピエモンテを統治するピエモンテ総督の地位に就いた。
第一次イタリア独立戦争では指揮官として活躍。サルデーニャ王国は敗戦し、無理な継戦で権威を失墜したカルロ・アルベルトはポルトガルに亡命、急遽ヴィットーリオ・エマヌエーレ2世が国王に即位するなどの混乱のさなか、1849年3月27日にはピエモンテ総督としての統治経験が評価されてサルデーニャ王国首相に任命された。なお、デ・ローネーはヴィットーリオ・エマヌエーレ2世の治世下で最初の首相であった。敗戦後の危機克服のため議会の解散、権力の空白の解消などに尽力したが、デ・ローネーの支持基盤は不安定でありそれら目標を達成し危機を脱したのち、ヴィットーリオ・エマヌエーレ2世は首相をマッシモ・ダゼリオに置き換えてデ・ローネーは解任された。
その後は政界・軍隊ともに引退し、1850年2月21日トリノで死亡した。